# Marco Kohler
Marco Kohler (* 23. November 1997) ist ein Schweizer Skirennfahrer. Er ist auf die schnellen Disziplinen Abfahrt und Super-G spezialisiert.

## Biografie
Kohler stammt aus Meiringen im Kanton Bern. Er ist seit seiner Kindheit mit Marco Odermatt befreundet und besuchte mit ihm zusammen die Sportmittelschule in Engelberg. Während der Juniorenzeit galt er als das grössere Talent als Odermatt. Die ersten FIS-Rennen bestritt Kohler als 17-Jähriger im November 2015, wobei er zunächst in allen Disziplinen an den Start ging. Sein erster grosser Erfolg war im März 2016 der Gewinn des Schweizer Juniorenmeistertitels in der Abfahrt. Unmittelbar darauf siegte er erstmals in einem FIS-Rennen. Nachdem er im November 2016 sein Debüt im Europacup gegeben hatte, folgte zwei Monate später die erste Platzierung in den Punkterängen. Auf dieser Stufe gelangen ihm während der Saison 2018/19 mehrere Top-10-Platzierungen.
Nach einem verhaltenen Beginn der Europacupsaison 2019/20 stand Kohler am 14. Januar 2020 als Vorfahrer im ersten Trainingslauf zur Lauberhornabfahrt in Wengen im Einsatz. Kurz vor dem Ziel stürzte er schwer und riss sich im linken Knie das Kreuzband, die Patellasehne und das Innenband. Während der lang andauernden Rehabilitation erhielt er Unterstützung durch den Konditionstrainer der Schwingerkönige Matthias Glarner und Kilian Wenger, während Odermatt ihm vor allem beim Skitesten behilflich war. Ab Januar 2022 bestritt Kohler wieder Rennen und konnte sich im Europacup sogleich wieder etablieren. Seinen ersten Europacup-Podestplatz erzielte er am 12. Januar 2023 in der Abfahrt von Sella Nevea. Aufgrund seiner guten Ergebnisse konnte er am 21. Januar 2023 sein erstes Weltcuprennen bestreiten und fuhr in der Abfahrt von Kitzbühel auf Platz 43. Neun Tage später gelang ihm in Orcières-Merlette der erste Sieg in einer Europacup-Abfahrt. Mit insgesamt vier Podestplätzen entschied er die Abfahrtswertung für sich und erhielt dadurch einen Fixstartplatz für die kommende Weltcupsaison.
Seine ersten Weltcuppunkte holte Kohler am 14. Dezember 2023, als er in der Abfahrt von Gröden überraschend auf den achten Platz fuhr. Dieses Ergebnis bestätigte er zwei Wochen später mit Platz 10 in Bormio. Vier Wochen später musste er die Saison vorzeitig beenden, nachdem er sich in der Abfahrt von Wengen einen Kreuzbandriss, einen Meniskusriss und eine Innenbandzerrung erlitten hatte.

## Erfolge

### Weltcup
- 2 Platzierungen unter den besten zehn

### Weltcupwertungen
| Saison  | Gesamt | Gesamt | Abfahrt | Abfahrt | Super-G | Super-G |
| Saison  | Platz  | Punkte | Platz   | Punkte  | Platz   | Punkte  |
| ------- | ------ | ------ | ------- | ------- | ------- | ------- |
| 2022/23 | 150.   | 7      | 55.     | 7       | –       | –       |
| 2023/24 | 78.    | 83     | 32.     | 58      | 37.     | 25      |

### Europacup
- Saison 2022/23: 2. Gesamtwertung, 1. Abfahrtswertung
- 4 Podestplätze, davon 1 Sieg:

| Datum           | Ort               | Land       | Disziplin |
| --------------- | ----------------- | ---------- | --------- |
| 30. Januar 2023 | Orcières-Merlette | Frankreich | Abfahrt   |

### Juniorenweltmeisterschaften
- Sotschi 2016: 13. Slalom, 26. Riesenslalom, 29. Super-G, 30. Abfahrt
- Davos 2018: 10. Abfahrt

### Weitere Erfolge
- 5 Siege in FIS-Rennen
- 1 Schweizer Juniorenmeistertitel (Abfahrt 2016)